# Tjockskalig målarmussla
Tjockskalig målarmussla (Unio crassus) är en sötvattensmussla som tillhör familjen målarmusslor. 

## Kännetecken
Den tjockskaliga målarmusslans skal blir vanligtvis mellan 4 och 7 centimeter i längd, men man har funnit exemplar på upp till 10 centimeter. Skalet är välvt och mycket tjockt, med en lätt oval eller elliptisk form. Färgen går i mörka nyanser av grönt, brunt och svart.

## Utbredning
Tjockskalig målarmussla finns i större delen av Europa, utom i Italien, på Iberiska halvön, Brittiska öarna och i norra Skandinavien. Den huvudsakliga förekomsten i Europa finns i Svartån i Västra-Nyland, Finland, där det finns upp till en miljon exemplar av tjockskalig målarmusslor.

### Förekomst i Sverige
I Sverige förekommer den tjockskaliga målarmusslan i fyra mindre områden, östra Skåne, nordöstra Småland och Östergötland, norra Uppland och södra Dalarna.

## Levnadssätt
Den tjockskaliga målarmusslan lever i rinnande vatten, både i större åar och floder och i mindre bäckar, på sand- och grusbottnar. Den livnär sig liksom andra musslor genom filtrering av små organismer från vattnet. 

### Fortplantning
Som larv har den tjockskaliga målarmusslan ett parasitiskt stadium, då den lever i gälarna på olika fiskar, som stensimpa, sarv, färna och elritsa.

## Status
Tjockskalig målarmussla är upptagen på ArtDatabankens Rödlista under kategorin Starkt hotad (EN). Sedan 1950-talet har den minskat starkt även på andra håll i sitt utbredningsområde och listas av IUCN likaså som starkt hotad (EN).

### Hot
Liksom flodpärlmusslan är den tjockskaliga målarmusslan hotad av föroreningar och försurning av vattnen där den lever. Den hotas också av att några av de fiskarter som den behöver för sin reproduktion har blivit allt sällsyntare i de vatten där den förekommer. Dammar och vattenkraftverk påverkar indirekt musslorna genom att de utgör vandringshinder för värdfiskar.